# 한나 아렌트 (영화)
한나 아렌트(Hannah Arendt)는 프랑스에서 제작된 마가레테 폰 트로타 감독의 2012년 드라마 영화이다. 바바라 수코바 등이 주연으로 출연하였다.

## 출연

### 주연
- 바바라 수코바
- 엑셀 밀버그
- 자넷 맥티어

### 조연
- 줄리아 옌체
- 미카엘 데겐
- 얼리치 노던
- 니콜라스 우더슨
- 클레르 존스턴
- 빅토리아 트로트만스도르프

## 제작진
- 프로듀서: 벳티나 브로켐퍼
- 분장: 아스트리드 베버
- 의상: 프라우케 필
- 배역: 수잔 리터